# Vändkrets

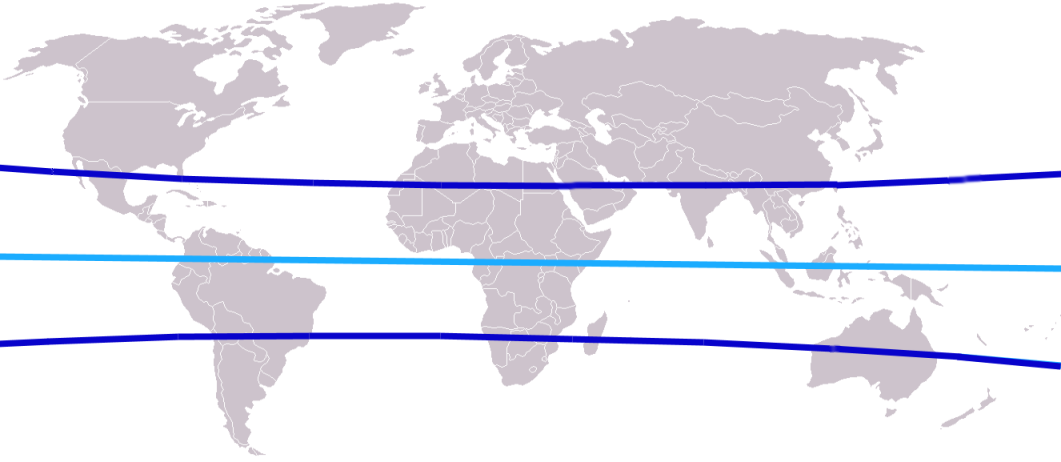
Vändkretsarna och ekvatorn markerade på världskartan.

Vändkrets är den breddgrad (latitud) norr och söder om ekvatorn där solen har sitt nordligaste respektive sydligaste zenitläge. Området mellan vändkretsarna kallas tropikerna (cirka 40 procent av jordens yta). Inom detta område kan solen stå i zenit (rakt upp).
1. Norra vändkretsen (Kräftans vändkrets, latitud ungefär 23,4° N)[1]
2. Södra vändkretsen (Stenbockens vändkrets, latitud ungefär 23,4° S)[1]

Vändkretsarna är kopplade till jordaxelns lutning i banan runt solen.

## Vändkretsöknar
Längs de två vändkretsarna går två ökenbälten runt jorden. Dessa uppstår på grund av de högtryck som ofta råder runt vändkretsarna och stöter bort nederbördsområden.

## Begreppen
Namnen på Kräftans och Stenbockens vändkretsar kommer av att solen sägs stå i stjärnbilden Kräftan vid sommarsolståndet och i Stenbocken vid vintersolståndet. Det var förhållandet för ungefär 3 000 år sedan. Ekliptikan förskjuts emellertid på grund av jordaxelns precession långsamt i förhållande till stjärnhimlen. Det innebär att i solen nuförtiden vid sommarsolståndet står i stjärnbilden Oxen (nära gränsen mot Tvillingarna) och vid vintersolståndet i Skytten.